# Khas

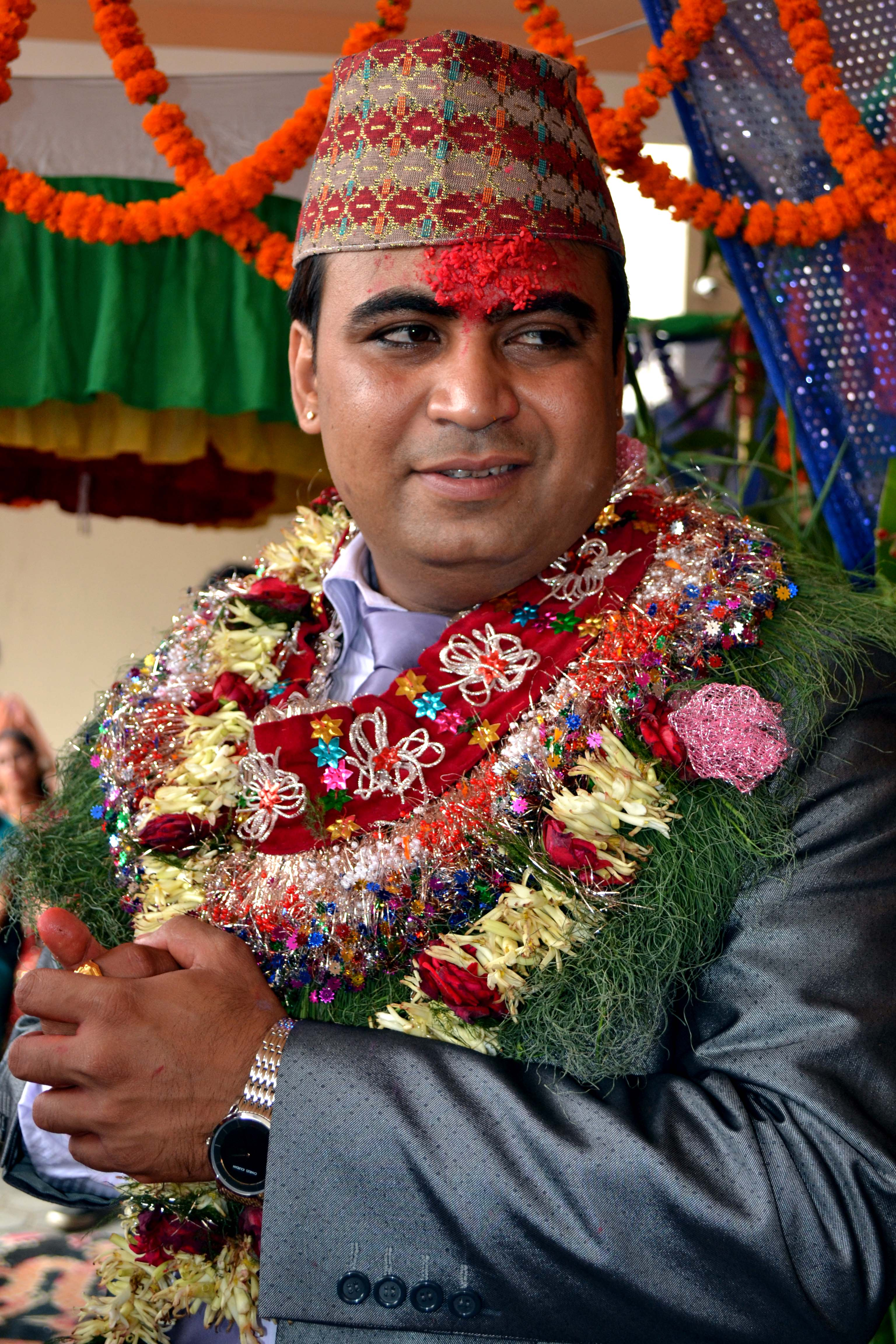
Parvate Hindu groom

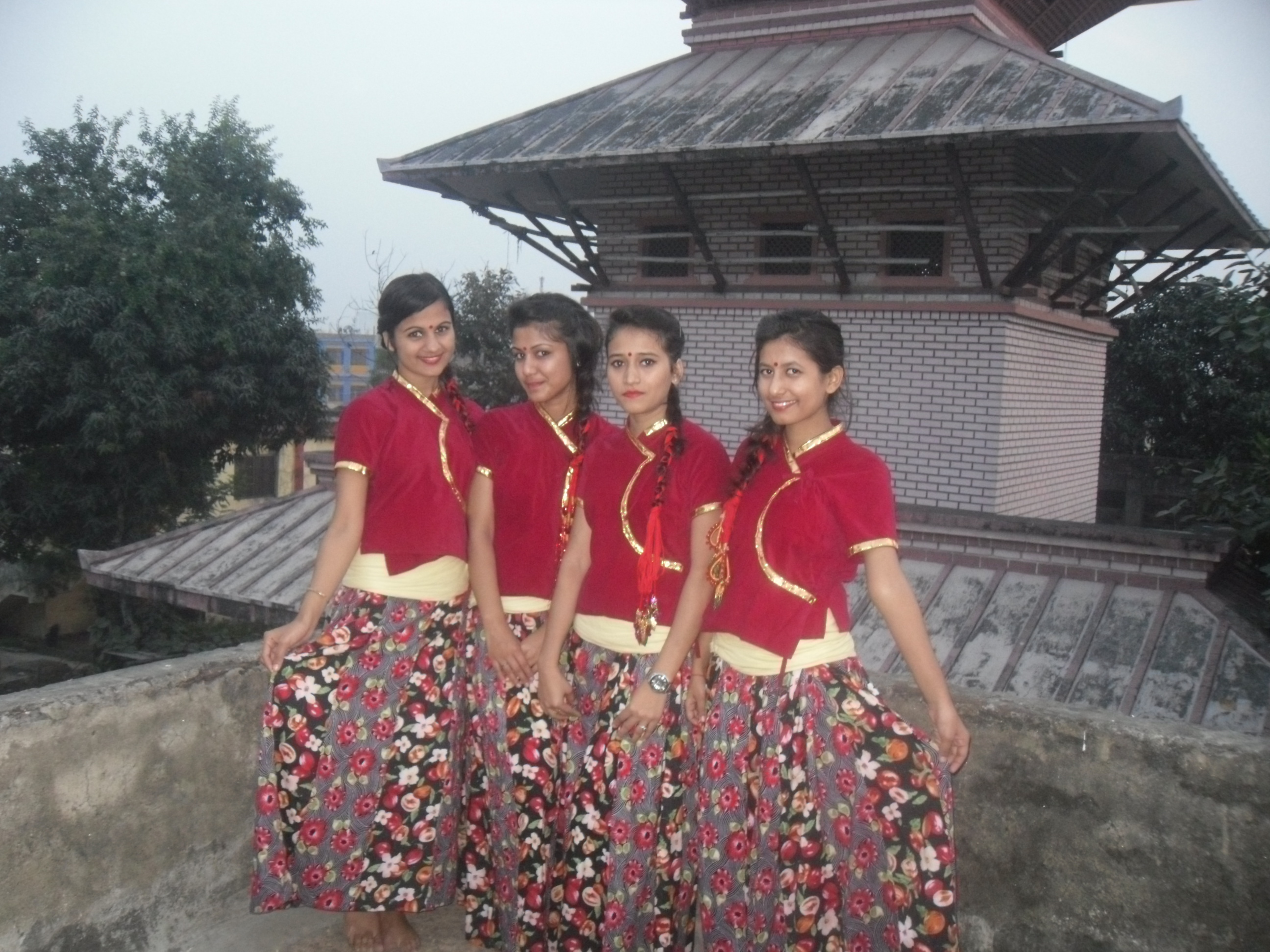
Nepali girls in Parbatiya (Pahadi) dress

Originalmente os Khas eram moradores das encostas sul da cadeia do Himalaia desde Caxemira até o Butão, mas principalmente em Himachal Pradesh, Uttarakhand, Nepal, Bengala norte, Sikkim e Butão, mas especialmente no chamado Grande Nepal. Essa tribo Ariana Indo Iraniana deve ter se estabelecido nessa vasta extensão do Himalaia Ocidental, Central e Oriental no início do primeiro milênio AC.
Acredita-se que o povo Khas seja descendentes dos antigos "Kambojas", povo de origem Iraniana estabelecido no noroeste da Índia, quando um ramo dos mesmos migrou em direção a Bengala (hoje Bangladesh no I milênio a.C.. Os "Pandits" da Caxemira devem também ser originário de um sub-clã dos cambojas.
Os Khas cultivavam o arroz, ficando estabelecidos desde a Pré-história na bacia dos rios Karnali-Bheri no extremo leste do Nepal. Assim, há cerca de 2,5 milênios os Khas migraram para o leste, passando aolargo das inóspitas terras altas dos Kham, para se estabelecer nos vales baixios da bacia do Gandaki, adequadas ao cultivo do arroz. Outra significativa porção dos Khas se estabeleceu em “Gorkha", um pequeno principado no meio caminho entre Pokhara e Catmandu. 
Por volta do início do século XVIII um rei de nome Prithvi Narayan Shahformou um exército de Chetri. Gurungs, Magars e talvez de outras tribos das colinas e partiu para conquistar e exercer seu poder sobre dezenas de pequenos principados nas cercanias do Himalaia. Quando os Gurkhas vieram a substituir esses primeiros conquistadores Khas na sua pátria,  tomando o poder político e militar, a então língua Khaskura foi renomeada Gorkhali, língua dos Gurkhas. Agora essa língua é chamada Nepali, idioma oficial nacional do Nepal.
Acredita-se também que ios Khas tenham chegado ao Tadjiquistão e compartilhado certos traços físicos com a população dos Tadjiques. Como um traço comum aos povos Indo-Iranianos muitos dos Khas  apresentam um compleição dita “amarelada”, com faces brilhantes, de estatura alta ou mediana, ficando grisalhos geralmente na juventude. Os modernos Tadjiques também apresentam traços similares. 
Principais sub-castas dos Khas.
- Chetri
- Thakuri
- Gharti
- Bahun (Brhamn)

Principais nomes dos Panditas da Caxemira
- Razdan
- Zutshi
- Rana
- Mitra
- Pande
- Gharti Chetri (GC)
- Khatri Chetri (KC)
- Chand
- Singh
- Malla
- Bohora

Títulos similares entre as tribos Chetris e Brhamn (Bahun), também de outras castas.
- Baral (Bahun,Chetri and Magar)
- Lamichane (Bahun, Chetri and Gurung)
- Budha (Magar and Chetri)
- Adhikari (Chetri and Bahun)

1. 1 2 3 4  «Khas people group in all countries | Joshua Project». joshuaproject.net. Consultado em 12 de julho de 2022
2. 1 2 3  Project, Joshua. «Khas in India». joshuaproject.net (em inglês). Consultado em 12 de julho de 2022
3. ↑  Project, Joshua. «Khas in Nepal». joshuaproject.net (em inglês). Consultado em 12 de julho de 2022
4. ↑  Project, Joshua. «Khas in Bhutan». joshuaproject.net (em inglês). Consultado em 12 de julho de 2022